# Tomi Nyman
Tomi Nyman (Helsinki, 20 augustus 1983) is een Fins voetballer.
Nyman debuteerde in 2001 voor FC Jokrut. In 2002 speelde hij voor Gnistan waarna hij een jaar later voor FC Jokerit ging spelen in de hoogste klasse in Finland. Na vervolgens 2 jaar voor FC Honka te hebben gespeeld vertrok hij in het seizoen 2005/2006 naar FC Omniworld, waar de verdediger in zijn eerste seizoen 20 wedstrijden speelde.
Halverwege het seizoen 2006/2007 is Tomi Nyman wegens privéproblemen weer teruggekeerd naar zijn thuisland, Finland. In 2007 tekende hij er bij Atlantis Helsinki. Na er een jaar gespeeld te hebben vertrok hij naar Viikingit Helsinki.